# Маріо Джовінетто
Маріо Джовінетто (1933, Ла-Плата, провінція Буенос-Айрес, Аргентина — 6 січня 2024) — аргентинський гляціолог, кліматолог та географ. Громадянин Канади зі статусом резидента США.

## Кар'єра
Доктор Джовінетто з 1952 року став активним полярним дослідником. Брав участь у проектах, що підтримувались Національним науковим фондом (США) та іншими федеральними агентствами в Аргентині та Канаді. Його дослідницький досвід нараховує три експедиції на високогірні льодовики у Андах (Південна Америка) та в Африці (1952—1955), зимове перебування на двох Антарктичних станціях Берд (1957 рік) та Амундсен-Скотт (південний полюс; 1958 рік), та 9 літніх сезонів в Антарктиді та Ґренландії (1953—1978). Він пройшов більше 2000 миль засніженими шляхами і провів близько дев'яти років як член малих ізольованих груп, що працюють у складних умовах. Його дослідження зроблені спільно з Антарктичним інститутом Аргентини (Буенос-Айрес, 1953—1956), Північноамериканським арктичним інститутом (Нью-Йорк, 1956—1959), Інститутом полярних досліджень (тепер Полярний та кліматичний дослідний центр Бірд Університету штату Огайо, 1959—1961) та Геофізичним та полярним дослідним центром Університету Вісконсин-Медісон (1961—1968).
На честь вченого названа вершина в Антарктиді — гора Джовінетто.

## Публікації
- Vaughan, David G.; Bamber, Jonathan L.; Giovinetto, Mario; Russell, Jonathan; Cooper, A. Paul R. (April 1999). «Reassessment of Net Surface Mass Balance in Antarctica». J. Climate 12 (4): 933—946.
- Zwally, H. Jay; Giovinetto, Mario B.; Li, Jun; Cornejo, Helen G.; Beckley, Matthew A.; Brenner, Anita C.; Saba, Jack L.; Yi, Donghui (December 2005). «Mass changes of the Greenland and Antarctic ice sheets and shelves and contributions to sea-level rise: 1992—2002». Journal of Glaciology 51 (175): 509—527.
- Glaciological Studies on the McMurdo-South Pole Traverse, 1960—1961 (Ohio State University, Institute of Polar Studies; no. 7; 1963)
- Giovinetto, M.B.; Yamazaki, K.; Wendler, G.; Bromwich, D.H. (27 May 1997). «Atmospheric net transport of water vapor and latent heat across 60°S». J. Geophys. Res. 102 (D10): 11171–9.